# Parc et Roseraie du château de Rambures
 (27 août 2013).
Le parc du château de Rambures  dans la Somme est un jardin à l’anglaise qui entoure le château du XVe siècle. C'est un parc privé ouvert à la visite.

## Histoire
L’histoire du parc est indissociable de celle du château de Rambures.
L’origine du domaine de Rambures tel qu’il nous est parvenu remonte au XIVe siècle. Le château-fort de brique et pierre fut protégé des boulets de l’artillerie naissante par un bois qui servait également à approvisionner le château en bois d’œuvre, de chauffage et en cendre pour la confection de la poudre.
Au XVIIe siècle, le rôle militaire du château s’effaça au profit de la fonction résidentielle.  Un plan de 1754 montre l’existence d’un parc à la française, tandis qu’un autre du dernier quart du XVIIIe siècle montre sa transformation en parc à l’anglaise. Au milieu du XIXe siècle, le potager ancien subsistait sous la forme de seize massifs carrés.
Le parc et la roseraie sont inscrits à l'inventaire supplémentaire des Monuments historiques.

## Caractéristiques
L'entrée du domaine au nord se fait par une grande grille bordée à gauche par les communs du XVIIIe siècle autour d'une cour engazonnée et  par de grandes pelouses plantées d'arbres et de haies taillées.   Plusieurs allées sinueuses sillonnent le parc et des allées rectilignes du début du XVIIIe siècle subsistent.
L’accueil des visiteurs se fait au Pavillon « Henri IV ».

### Un parc paysager
Un grand parterre circulaire  bordé d'une allée  mène au château. Au sud duquel se trouve un grand parterre ovale arborés, bordé d'une allée.
A l’ouest du château, la chapelle funéraire de 1827 est entourée d’arbres.
Un espace arboré de 10 ha conserve de très beaux arbres séculaires. La lisière du parc est marquée par des bosquets d’arbres d’ornement.
Le parc a obtenu le label Jardin remarquable.

### La roseraie
Elle a été créée en 2003, à l’emplacement de l’ancien potager depuis longtemps disparu. Elle conserve 510 variétés de roses anciennes, anglaises et modernes sur 3 200 m2.
Le tracé de la roseraie d'inspiration médiévale reprend les symboles forts du Moyen Âge comme les carrés, les croix, les oppositions deux à deux qui représentent les éléments primordiaux : le sec, le chaud, le froid et l'humide.
Cette roseraie close sur trois côtés de hauts murs de brique et d'une haie taillée, est divisée en deux parties :

#### Le jardin de roses
Il est constitué de massifs géométriques, bordurés de bois, tel un labyrinthe ; 
Galerie photos

#### Le jardin des simples
Son tracé géométrique est basé sur des carrés, bordurés de bois lui aussi, sous la forme d’un damier où l'on retrouve des plantes utilitaires : 
- condiments,
- aromates,
- plantes médicinales,
- plantes tinctoriales ainsi que des
- pommiers tiges ou palissés[1].

### Le verger
C’est un verger conservatoire de variétés anciennes de pommiers à cidre comme celui de la célèbre pomme « Rambour ».

### L’arboretum
Sur une superficie de 10 ha, il réunit des espèces de différentes origines.
- Arbres remarquables: 
  - Murier blanc de Chine
  - Noyer noir d'Amérique
  - Séquoïa géant, rapporté des États-Unis par le Marquis de La Roche-Fontenilles en 1787[2].
  - Acer pseudoplatanus (érable sycomore)
  - Carpinus betulus  (charme commun)
  - Carya ovata (Noyer blanc)
  - Aesculus hippocastanum (marronnier commun)
  - Picea excelsa (épicéa)
  - Pinus nigra corsicata (pin noir d'Autriche)
  - Larix decidua (mélèze d'Europe)
  - Chamaecyparius lawsoniana (Cyprès de Lawson)[1]

- Arbres d'alignement: 
  - ifs,
  - frênes,
  - marronniers,
  - platanes,
  - tilleuls

### La collection de fougères
Le parc possède une collection riche d’une cinquantaine de variétés de fougères.

### Les plantes vivaces
- Camélia,
- Géranium,
- Hellébores,
- Hydrangeas,
- Rhododendrons,
- Tulipes[1] …

## Pour approfondir